# Manuel Moreira Júnior
Manuel António Moreira Júnior (Lisboa, 25 de Dezembro de 1866 — Lisboa, 18 de Março de 1953), conhecido por Moreira Júnior ou Moreirinha, foi um médico</ref>http://urn.bn.pt/nca/unimarc-authorities/html?id=157442</ref>, especialista em cirurgia e lente da Escola Médico-Cirúrgica de Lisboa, que se destacou como político na fase final da Monarquia Constitucional Portuguesa. Entre outras funções de relevo, foi deputado pelo Partido Progressista e líder da maioria parlamentar, vogal da Liga Nacional contra a Tuberculose, Ministro da Marinha e Ultramar (1904 a 1906) e Ministro das Obras Públicas, Comércio e Indústria (1909 a 1910).
1. ↑  https://hemerotecadigital.cm-lisboa.pt/OBRAS/Ocidente/1904/N930/N930_master/N930.pdf
2. ↑  https://files.diariodarepublica.pt/gratuitos/3s/1953/06/1953d132s000.pdf